# Asalto a la cárcel de Ayacucho
El asalto a la cárcel de Ayacucho fue un suceso ocurrido en la localidad peruana de Ayacucho el 2 de marzo de 1982 donde un comando del grupo terrorista peruano Sendero Luminoso atacó el Centro Penitenciario de Huamanga para liberar a reclusos pertenecientes a dicha organización terrorista. Este fue el primer ataque estratégico de Sendero Luminoso que, además, causó la primera reacción desmedida por parte de las fuerzas gubernamentales. El Comité Central de Sendero quería con esta acción liberar a gran parte de su cuadro operativo y reforzar la estrategia de guerra de guerrillas. Esta acción, además, impulsó al MRTA a lanzar sus acciones subversivas.

## Antecedentes
Tras declarar «zona liberada» a gran parte del departamento de Ayacucho, el Comité Central de Sendero Luminoso planificó la liberación de importantes cabecillas de la organización terrorista recluidos en el Centro Penitenciario de Huamanga, que en ese entonces contaba con precarias medidas de seguridad, a pesar de contar con una población carcelaria de más de mil reclusos, muchos de ellos vinculados a delitos de terrorismo.
Ante la posibilidad de un plan de ataque a la cárcel, investigado por la policía antiterrorista peruana, el ministerio del Interior ordenó el refuerzo de las medidas de seguridad de la prisión. Se destacaron unos veinte efectivos de la Guardia Republicana (cuerpo policial designado a la vigilancia penitenciara) como refuerzos en un inmueble cercano a la cárcel.

### Fallido motín carcelario
La noche de 28 de febrero de 1982 los presos senderistas se amotinaron como parte del plan de fuga. Mientras tanto, desde el exterior de la cárcel un grupo de encapuchados dirigió un ataque asimétrico sin éxito ya que el camión que sería usado como ariete en la puerta principal no llegó a tiempo. Durante la refriega, tres senderistas cayeron abatidos, mientras que dos heridos de gravedad entre los atacantes fueron enviados al hospital. Tras el fallido plan, Abimael Guzmán, líder de Sendero Luminoso, fraguó el ataque masivo a Ayacucho y, especialmente, la cárcel.

## El asalto
El día 2 de marzo de 1982, a las siete de la tarde, tres senderistas disfrazados de guardias civiles detuvieron un camión y pidieron a los ocupantes que les llevasen a Huamanga por una supuesta emergencia. Pasados unos minutos, cerca al reservorio de la Urbanización Mariscal Cáceres, tomaron el control del vehículo, abandonando en la carretera al conductor y al copiloto. Los senderistas llevaron el camión a las inmediaciones de la cárcel, aparcándolo en la parte trasera del complejo penitenciario.
A las 23:30 aproximadamente, hubo un apagón general en Huamanga seguido de varias explosiones en los locales de la de la Guardia Civil, de la Policía de Investigaciones y de la Guardia Republicana con el objetivo de neutralizar a los posibles refuerzos policiales. Un centenar de subversivos emergieron de la oscuridad y comenzaron un ataque generalizado por varios puntos estratégicos de la ciudad.
El grupo principal de senderistas atacó la cárcel con seis fusiles, seis carabinas y 15 pistolas ametralladoras como armamento. Utilizaron una carga de dinamita para volar el portón principal. El saldo de bajas en la acción terrorista fue de 12 fallecidos, según el Ministerio de Justicia, o 14, según parte del Ministerio del Interior.
En el ataque, que duró media hora, fallecieron dos guardias republicanos y diez subversivos. Fueron liberando más de 70 senderistas, entre los que se encontraba Hildebrando Pérez Huaranca y Edith Lagos, y más de un centenar de presos comunes que aprovecharon la oportunidad para huir. El Informe Final de la Comisión de la Verdad y Reconciliación estima que en total huyeron 254 presos. Los senderistas pudieron huir de la ciudad montados en el camión capturado.
Unos 300 efectivos del Ejército acantonados en el cuartel Los Cabitos no intervinieron por no contar con órdenes de Lima.
Unos días después del asalto, Sendero Luminoso reivindicó el acto terrorista mediante una llamada telefónica al diario La República.

## Consecuencias
- En la madrugada siguiente, cerca de la 2 a. m. del 3 de marzo, fuerzas combinadas de la Policía mataron en venganza[11] a tres de los cinco senderistas ingresados en un hospital público de Huamanga, e intentaron asfixiar a un cuarto prisionero.[8][6][7] Dos de los detenidos asesinados pertenecían al grupo amotinado el 28 de febrero, mientras que el tercero se encontraba en el hospital recuperándose de las heridas sufridas por las torturas a las que había sido sometido por parte de las fuerzas del orden. La quinta detenida vinculada a Sendero Luminoso no pudo ser ajusticiada debido a las protestas del personal sanitario del nosocomio. Los cadáveres de los tres pacientes fueron hallados acribillados en la calle en la mañana del día 3 de marzo.[4][6]
- La combinación de ambas acciones, el ataque al penal y la ejecución de senderistas hospitalizados, proporcionó una primera victoria mediática a Sendero Luminoso.[11]
- La acción terrorista determinó la entrada de las Fuerzas Armadas en la lucha antisubversiva y el inicio de las operaciones de inteligencia. El 27 de diciembre de 1982 el presidente Fernando Belaúnde Terry dio un ultimátum de 72 horas a Sendero Luminoso para que depusiera las armas. La organización rechazó el pedido y el 30 de diciembre el gobierno entregó a las FF.AA. el control de la zona de emergencia de Ayacucho.[5][12]
- El día de la fuga masiva los miembros del MIR-EM y el PSR-ML estaban organizando una reunión. Al reponerse la luz, ya que hubo un apagón, los participantes vieron por la televisión lo ocurrido en Huamanga. Este hecho precipitó la adhesión a la lucha armada por parte de lo que sería el MRTA (formado de la unión entre el MIR-EM y el PSR-ML).[1]

### Quinto aniversario

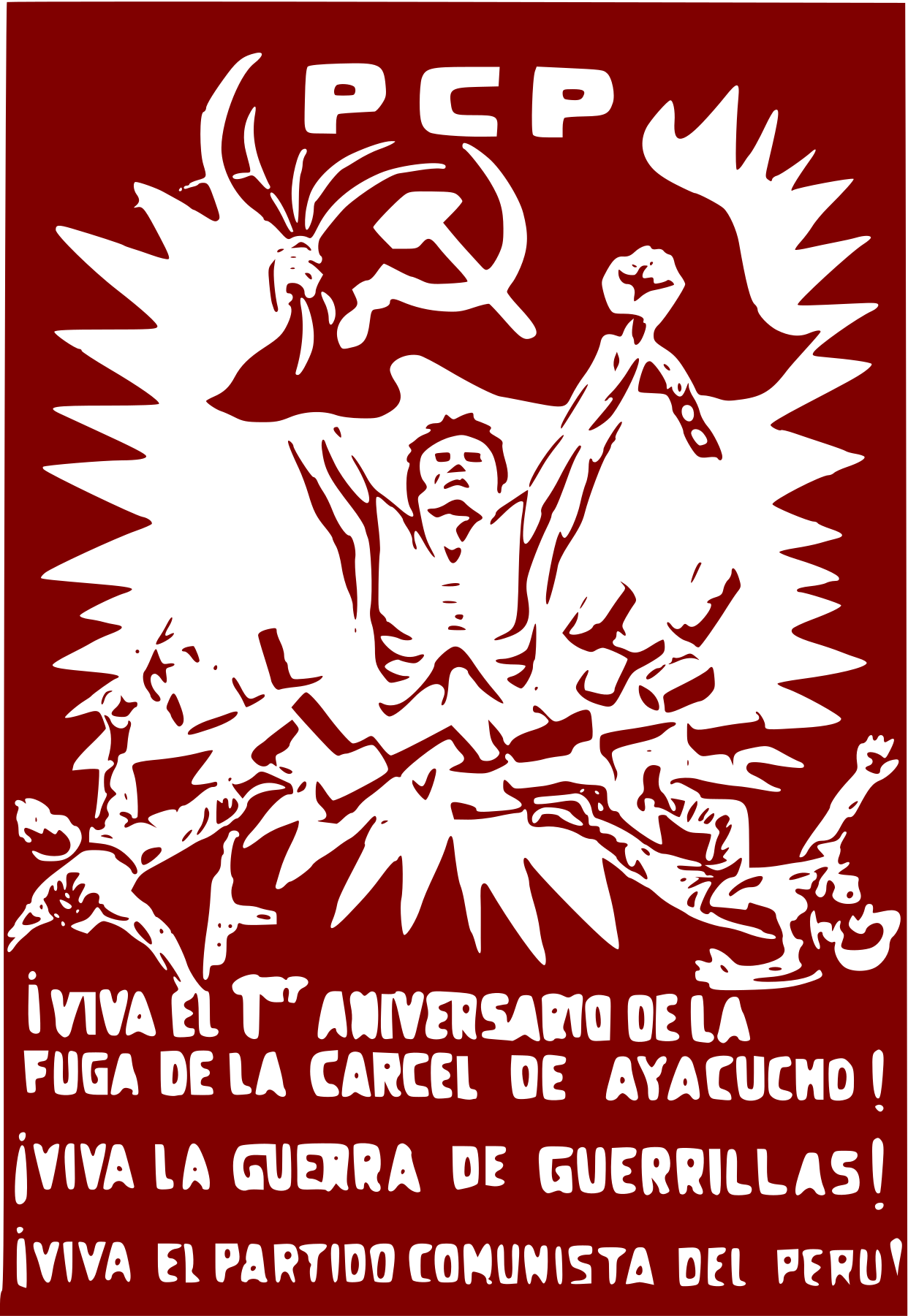
Cartel de Sendero Luminoso sobre el 1°Aniversario del asalto a la cárcel.

El 3 de marzo de 1987, con motivo del quinto aniversario del asalto, Sendero Luminoso provocó un apagón general en Ayacucho, precedido de diversas detonaciones con dinamita en diversos puntos de la ciudad. La policía respondió atacando zonas con presunta presencia senderista. La respuesta policial duró hasta la madrugada del día siguiente sin detenciones oficiales.